# Girish Kumar
Pour les articles homonymes, voir Kumar (homonymie).
Girish Kumar  (hindi : गिरीश कुमार), né le 30 novembre 1989 à Bombay (Maharashtra, Inde), est un acteur indien de Bollywood.
Il fait ses débuts en 2013 dans Ramaiya Vastavaiya (en) réalisé par Prabhu Deva.

## Jeunesse et vie privée
Girish Kumar est né le 30 novembre 1989 à Bombay dans l’État du Maharashtra en Inde au sein d'une famille sindhi. Son père, S. Kumar Taurani, est PDG de la maison de production Tips qui a produit plus de 25 films hindis dont Raaz, Race.

## Carrière
Il fait ses débuts d'acteur dans Ramaiya Vastavaiya (en) réalisé par Prabhu Deva et produit par son père. Le long métrage est froidement accueilli par la critique qui le trouve daté sans mettre en cause l'interprétation de Girish Kumar.

## Filmographie
| Année | Titre                   | Rôle | Réalisateur | Partenaire(s)                              | Commentaires |
| ----- | ----------------------- | ---- | ----------- | ------------------------------------------ | ------------ |
| 2013  | Ramaiya Vastavaiya (en) | ram  | Prabhu Deva | Shruti Haasan , Sonu Sood , Randhir Kapoor |              |